# 나미카와 다이스케
나미카와 다이스케(일본어: 浪川 大輔 なみかわ だいすけ[*], 1976년 3월 29일 ~ )는 일본의 성우이다.

## 주요 출연작품

### TV 애니메이션
1987년
- 15소년 표루기 (잭)

1994년
- 빨간 망토 차차 (쿠로네코 (검둥괭이))

1995년
- 리리카 SOS (엔도 타쿠마)

1997년
- 개골개골 마법사 (아오이 (한성준))
- 맑음 때때로 뿌이뿌이 (하타케야마 노리야스 (오동글))

1999년
- 아크 더 래드 (엘크)

2001년
- 신조협려 (양과)

2002년
- 미루모데퐁 (유우키 세츠 (연우진))
- 환마대전 -신화 전야의 장- (진)

2003년
- SD 건담 포스 (건 이글)
- 길가메쉬 (마도카 박사, 마도카 타츠야)
- 모험유기 플러스터 월드 (페저드)
- 최유기 리로드 (또 다른 삼장 (신))
- 오네가이 트윈즈 (카미시로 마이쿠)
- 정들면 고향 코스모스장 (사쿠라자키 스즈오 (돗코이다))
- 팽이대전 G블레이드 (키노미야 진 (강진))
- 일기당천 (동탁 중영)

2004년
- 불새 (야마노베 마사토)
- 오늘부터 마왕! (라이안)
- 간츠 (쿠로노 케이)
- 블리치 (우르키오라)
- 망각의 선율 (클론)
- 초변신 코스∞프레이어 (흑황자 마)
- BECK (타나카 유키오 (코유키))

2005년
- 허니와 클로버 (로쿠타로)
- 츠바사 크로니클 1기 (파이)
- 사모님은 여고생 (소노다 선생님)
- 이다텐 점프 (시도 쿄이치 (최시원))
- 타이드 라인 블루 (틴)
- 풀 메탈 패닉 더 세컨드 레이드(TSR) (레너드 테스타롯사)
- 진키 : 엑스텐드 (코쿠쇼)

2006년
- 가정교사 히트맨 리본! (봉고레 (초대))
- 무사시 -GUN도- (무사시)
- 격부술사 요역문 (스가이 마사토)
- 오란고교 호스트부 (센도 테츠야)
- 도쿄 트라이브 2 (카이)
- 채운국 이야기 (두영월)
- RAY THE ANIMATION (코이치)
- 츠바사 크로니클 2기 (파이)
- 더 서드 ~푸른 눈동자의 소녀~ (이쿠스)
- 블랙 라군 (로크)
- 칭송을 받는 자 (베나위)

2007년
- 기동전사 건담 OO (미하엘 트리니티)
- 아야카시 (마에카와 아키오)
- 만안 미드나이트 (히라모토 코이치)
- 메이플 스토리 (아리바)
- 모노노케 (애니메이션) (소우겐)
- 시구루이 (후지키 겐노스케)
- 채운국 이야기 2기 (두영월)
- 블루 드래곤 (지로)
- 지구로 (리오)
- 웰베르 이야기 (갈라하드 아이거)
- 사랑하는 천사 안젤리크 ~빛나는 내일~ (유이)

2008년
- 망량의 상자 (토리구치 모리히코)
- 블루 드래곤 : 천계의 7용 (지로)
- 투 러브 트러블 (모테미츠)
- 마법사에게 소중한 것 ~여름의 하늘~ (쿠로다 코지)
- 무한의 주인 (카와카미 아라야)
- 비밀 -The Top Secret- (아오키 잇코우)
- 닌자의 왕 (쿠모히라 토바리 듀랜달)
- 늑대와 향신료 (제렌)
- 메이저 4기 (조 깁슨 Jr.)
- 페르소나 -트리니티 소울- (시쿠라 토우마)

2009년
- 페어리 테일 (제라르, 지크레인, 미스트건)
- 코바토 (긴세이)
- 공중그네 (반도 신이치)
- 너에게 닿기를 (카제하야 쇼타)
- 07-GHOST (미카게)
- 카시카 (루마티 이반 라기네이)
- 더 파이팅 New Challenger (이타가키 마나부)
- 원피스 (유스타스 캡틴 키드)
- 흑신 (이부키 케이타)
- 메이저 5기 (조 깁슨 Jr.)

2010년
- 좀 더 투 러브 트러블 (모테미츠)
- 배틀 스피리츠 브레이브 (월광의 바로네)
- 메이저 6기 (조 깁슨 Jr.)
- 납치사 고요 (아키츠 마사노스케)
- 섬광의 나이트레이드 (이하 카즈라)

2011년
- 골판지 전사 (아오시마 카즈야 (이건혁))
- 역경무뢰 카이지 (이치죠)
- 전국 파라다이스 키와미 (이시다 미츠나리)
- 페이트 제로 (웨이버 벨벳)
- 페르소나 4 (나루카미 유우)
- 헌터 X 헌터 (히소카)
- 부르잖아요, 아자젤 씨 (아쿠타베)
- 너에게 닿기를 2기 (카제하야 쇼타)
- 레벨 E (왕자)

2012년
- 에어리어의 기사 (오다 료마)
- 남자 고교생의 일상 (모토하루)
- K (이사나 야시로)
- 아쿠에리온 EVOL (슈레이드 에란)

2013년
- 다이아몬드 A (타키가와 크리스 유우)

2014년
- 베이비 스텝 (에가와 타쿠마)
- 하이큐!! (오이카와 토오루)

2015년
- 하이큐!! 세컨드시즌 (오이카와 토오루)
- k return of kings (이사나 야시로)

2016년
- 하이큐!! 세컨드시즌 (오이카와 토오루)
- 포켓몬스터 썬&문 (로토무 도감)

### 극장용 애니메이션
1998년
- 포켓몬스터 8번째 극장판 (루카리오)

2005년
- 호토리~그저 행복을 간절히 바라~ (시미즈 타츠키)
- 기동전사 Z 건담 극장판II -연인들- (카츠 코바야시)
- 츠바사 크로니클 극장판 : 새장 나라의 공주 (파이)

2006년
- 진구세주전설 북두의 권 (배트)
- 기동전사 Z 건담 극장판III - 별의 고동은 사랑 (카츠 코바야시)

2010년
- 서가 (시마키 마키헤이)

2011년
- 어느 비공사에 대한 추억 (요아킨)

2015년
- k missing kings (이사나 야시로)
- 하이큐!! (오이카와 토오루)

2017년
- 루팡 3세: 피보라의 이시카와 고에몬 (이사카와 고에몽)

2019년
- 루팡 3세: 더 퍼스트 (이사카와 고에몽)

2020년
- 울고 싶은 나는 고양이 가면을 쓴다 (사카구치 토모야)
- 극장판 바이올렛 에버가든 (길베르트 부겐빌리아)

2025년
- 킹 오브 프리즘 -유어 엔드리스 콜- 모두 빛나라! 프리즘 투어즈 (야마다 료)

### OVA
1989년
- 기동전사 건담 0080 : 주머니 속의 전쟁 (알프레드 이즈루하)

1997년
- 팔운성 (나나치 타케오)

2005년
- 이리야의 하늘, UFO의 여름 (아사바 나오유키)

2006년
- 테니스의 왕자님 OVA (오오토리 쵸타로)
- 프리덤 (타케루)

2007년
- 츠바사 TOKYO REVELATIONS (파이)
- 머더 프린세스 (검은 기사)

2009년
- 츠바사 춘뢰기 (파이 D. 플로라이트)

2010년
- 모형전사 건프라 빌더스 비기닝 G (보리스 샤우아)
- 오늘 사랑을 시작합니다 (츠바키 쿄우타)
- 부르잖아요, 아자젤 씨 OVA (아쿠타베)
- 블랙 라군 OVA (로크)
- 기동전사 건담 UC (리디 마세나스)

2011년
- 수퍼내추럴 (라이언)

### 인터넷
2006년
- 막말기관설 이로하니호헤토 (아키즈키 요지로)

2007년
- GR -자이언트 로보- (쿠사마 다이사쿠)

2009년
- 헤타리아 Axis Powers (이탈리아(베네치아노), 남이탈리아(로마노))